# Otto Vos
Otto Pieter Gisbert Vos (Voorburg, 6 maart 1955) is een Nederlands advocaat, rechter en voormalig politicus voor de Volkspartij voor Vrijheid en Democratie (VVD).

## Levensloop
Otto Vos werd in Voorburg geboren als zoon van prof. dr. Otto Vos (1926-2020), hoogleraar Celbiologie aan de Erasmus Universiteit Rotterdam, en Nelly van Nifterik. Na het behalen van het gymnasium diploma in Leiden studeerde Vos rechten aan de Universiteit Leiden. Hij begon zijn carrière als parttime wetenschappelijk medewerker aan de Universiteit Leiden. Deze baan vervulde hij van 1978 tot 1980. Daarna, van 1980 tot 1994, was hij advocaat. Hij begon zijn politieke loopbaan in 1986 als lid van de gemeenteraad van Velsen. Van 30 augustus 1994 tot 23 mei 2002 was Otto Vos lid van de Tweede Kamer der Staten-Generaal. Van 2002 tot 2004 was hij weer werkzaam als advocaat. Tegenwoordig, vanaf 2004, is hij werkzaam als rechter-commissaris bij de Rechtbank Amsterdam.
Otto Vos trouwde op 2 mei 1980 en hij heeft vier zonen.

## Nevenfuncties
- Voorzitter van de geschillencommissie reizen, Stichting Geschillencommissies voor Consumentenzaken
- Voorzitter van de Nederlands Juristen Comité voor de Mensenrechten

- Parlement.com: vg09lllymhxv